# Life Is Strange
Life Is Strange este un joc video de aventură dezvoltat de Dontnod Entertainment și publicat de către Square Enix pentru Microsoft Windows, PlayStation 3, PlayStation 4, Xbox 360 și Xbox One. Jocul a fost lansat în cinci părți episodice pe parcursul anului 2015. Jocul se concentrează pe Max Caulfield, o studentă de 18 ani, care descoperă că are capacitatea de a da timpul înapoi în orice moment, această acțiune având consecințe pe viitor. După ce a prevăzut o furtună care se apropia de orașul ei, Max a fost nevoită să ia responsabilitatea de a-și proteja orașul.